# Улица Декабристов (Павловск)
Улица Декабри́стов — улица в городе Павловске Пушкинского района Санкт-Петербурга. Проходит от улицы Девятого Января до улицы Обороны. На северо-восток продолжается Партизанским переулком.
Нынешняя улица Декабристов в прошлом состояла из трёх улиц.
Самый старый участок — примыкающий к улице Обороны. Он с 1780-х годов именовался проспектом Бу́рой Коро́вы. Тогда здесь располагалась ферма под названием Молочня, построенная в 1782 году по указанию великой княгини Марии Фёдоровны, жены владельца Павловска будущего императора Павла I. На ферме содержались коровы красно-бурой масти ливонской породы, подаренные императрицей Екатериной II.
Участок от улицы Девятого Января до Звериницкой улицы появился не позднее 1858 года и тогда назывался Звери́нецким переулком — по району Зверинец, в котором находится.
Далее, от улицы Луначарского на юг, шла Но́вая улица. Это название известно со второй половины XIX века. В 1890-х годах Новую улицу продлили на север до Звериницкой улицы.
В 1875 году проспект Бурой Коровы переименовали в Каза́рменный переулок — в связи с тем, что на противоположной стороне современной улицы Обороны находились казармы лейб-гвардии Конной артиллерии.
Примерно в 1952 году Зверинецкий переулок и Новую улицу объединили под общим названием улица Декабристов — в честь участников восстания на Сенатской площади в Петербурге и в связи с тем, что улица ведёт к военному городку.
В 1960-х годах к улице Декабристов присоединили Казарменный переулок.
Перед школой на улице Декабристов, 16, находится безымянный сквер с безымянным прудом. Пруд является объектом культурного наследия регионального значения «Водная система», входящим в ансамбль «Зверинец. Сохранившаяся историческая планировка с водной системой и старовозрастными деревьями» (1780-е, архитектор Ч. Камерон).

## Перекрёстки
- улица Девятого Января / Партизанский переулок
- улица Желябова
- Звериницкая улица
- улица Луначарского
- переулок Красного Курсанта
- Казарменный переулок
- улица Обороны